# ESWAT: City under Siege
ESWAT: City under Siege, lanzado en Japón como Cyber Police ESWAT (サイバーポリス イースワット Saibā Porisu Īsuwatto?), es un videojuego de disparos con desplazamiento lateral creado y publicado por Sega en 1990 para la videoconsola Mega Drive.
City under Siege se basaba en el videojuego arcade titulado E-SWAT Cyber Police publicado el año anterior, en 1989. El juego para Mega Drive mantiene los personajes principales, argumento y algunos enemigos, pero por lo demás resulta muy diferente del arcade ya que todos los niveles y la mayoría de los jefes de fase son totalmente nuevos y además presenta diferentes armas y bonus.